# NGC 102
NGC 102 (również PGC 1542) – galaktyka spiralna z poprzeczką (SB0-a), znajdująca się w gwiazdozbiorze Wieloryba. Została odkryta w 1886 roku przez Francisa Leavenwortha.